# Lijst van voetbalinterlands Brunei - Oost-Timor
Deze lijst van voetbalinterlands is een overzicht van alle officiële voetbalwedstrijden tussen de nationale teams van Brunei en Oost-Timor. De landen speelden tot op heden twaalf keer tegen elkaar, te beginnen met een kwalificatiewedstrijd voor de Zuidoost-Azië Cup 2007, gespeeld op 12 november 2006 in Bacolod (Filipijnen). De laatste ontmoeting, een kwalificatiewedstrijd voor de Zuidoost-Azië Cup 2024, vond plaats op 15 oktober 2024 in Chonburi (Thailand).

## Wedstrijden
| №  | Plaats              | Datum            | Competitie                          | Wedstrijd           | Uitslag |
| -- | ------------------- | ---------------- | ----------------------------------- | ------------------- | ------- |
| 1  | Bacolod             | 12 november 2006 | Zuidoost-Azië Cup 2007 kwalificatie | Brunei − Oost-Timor | 3 − 2   |
| 2  | Phnom Penh          | 21 oktober 2008  | Zuidoost-Azië Cup 2008 kwalificatie | Oost-Timor − Brunei | 1 − 4   |
| 3  | Yangon              | 13 oktober 2012  | Zuidoost-Azië Cup 2012 kwalificatie | Brunei − Oost-Timor | 3 − 0   |
| 4  | Vientiane           | 12 oktober 2014  | Zuidoost-Azië Cup 2014 kwalificatie | Oost-Timor − Brunei | 0 − 3   |
| 5  | Phnom Penh          | 15 oktober 2016  | Zuidoost-Azië Cup 2016 kwalificatie | Brunei − Oost-Timor | 2 − 1   |
| 6  | Kuching             | 2 november 2016  | AFC Solidarity Cup 2016             | Brunei − Oost-Timor | 4 − 0   |
| 7  | Kuala Lumpur        | 1 september 2018 | Zuidoost-Azië Cup 2018 kwalificatie | Oost-Timor − Brunei | 3 − 1   |
| 8  | Bandar Seri Begawan | 8 september 2018 | Zuidoost-Azië Cup 2018 kwalificatie | Brunei − Oost-Timor | 1 − 0   |
| 9  | Bandar Seri Begawan | 5 november 2022  | Zuidoost-Azië Cup 2022 kwalificatie | Brunei − Oost-Timor | 6 − 2   |
| 10 | Bandar Seri Begawan | 8 november 2022  | Zuidoost-Azië Cup 2022 kwalificatie | Oost-Timor − Brunei | 1 − 0   |
| 11 | Bandar Seri Begawan | 8 oktober 2024   | Zuidoost-Azië Cup 2024 kwalificatie | Brunei − Oost-Timor | 0 − 1   |
| 12 | Chonburi            | 15 oktober 2024  | Zuidoost-Azië Cup 2024 kwalificatie | Oost-Timor − Brunei | 0 − 0   |

## Samenvatting
| Competitie                     | Totaal gespeeld | Winst Brunei | Gelijk | Winst Oost-Timor | Doelsaldo Brunei – Oost-Timor |
| ------------------------------ | --------------- | ------------ | ------ | ---------------- | ----------------------------- |
| AFC Solidarity Cup             | 1               | 1            | 0      | 0                | 4 − 0                         |
| Zuidoost-Azië Cup-kwalificatie | 11              | 7            | 1      | 3                | 23 − 11                       |
| Totaal                         | 12              | 8            | 1      | 3                | 27 − 11                       |

Wedstrijden bepaald door strafschoppen worden, in lijn met de FIFA, als een gelijkspel gerekend.
NFABD
Bermuda ·
Bhutan ·
Cambodja ·
China ·
Filipijnen ·
Hongkong ·
India ·
Indonesië ·
Japan ·
Jemen ·
Laos ·
Macau ·
Malediven ·
Maleisië ·
Mongolië ·
Myanmar ·
Nepal ·
Oost-Timor ·
Pakistan ·
Rusland ·
Singapore ·
Sri Lanka ·
Tadzjikistan ·
Taiwan ·
Thailand ·
Vanuatu ·
Verenigde Arabische Emiraten ·
Zuid-Korea
FFTL · A-internationals · Oost-Timorees vrouwenelftal
2000 – 2009 · 
2010 – 2019
2003 · 
2004 · 
2005 · 
2006 · 
2007 · 
2008 · 
2009 · 
2010 · 
2011 · 
2012 ·
2015 ·
2016
Brunei ·
Cambodja ·
Filipijnen ·
Hongkong ·
Indonesië ·
Laos ·
Libanon ·
Malediven ·
Maleisië ·
Mongolië ·
Myanmar ·
Nepal ·
Palestina ·
Saoedi-Arabië ·
Singapore ·
Tadzjikistan ·
Taiwan ·
Thailand ·
Verenigde Arabische Emiraten